# Publius Vatinius
Publius Vatinius (? – Kr. e. 43. december 31. után) ókori római politikus és hadvezér volt. Karrierjét Caius Iulius Caesar oldalán, annak politikai segítőjeként futotta be, de utóbb tisztként is megállta a helyét a Pompeius elleni polgárháborúban.

## Pályájának kezdetei
Családjáról és előéletéről nem sokat tudunk; hasonló nevű nagyapja állítólag Kr. e. 168-ban jóslatot kapott a Dioszkuroszoktól arról, hogy Perszeusz makedón király melyik nap esik római fogságba. Szavaiért először börtönbe vetették, majd miután kiderült, hogy az uralkodót ténylegesen akkor kapták el, szabadon bocsátották, birtokot adományoztak neki és mentesítették a katonai szolgálat alól. Unokája Kr. e. 63-ban quaestorként kezdte karrierjét, amikor is Marcus Tullius Cicero, későbbi nagy ellenfele volt a consul. Cicero ránk maradt beszédeiből – melyek egyike kifejezetten Vatinius ellen készült – egy velejéig romlott és korrupt politikus képe rajzolódik ki: már első megbízását az egyik előző évi consul támogatásával szerezhette csak meg. Quaestorként Puteoliba menesztették, hogy megakadályozza az arany- és ezüstkivitelt, ám durva visszaélései miatt a helyiek bepanaszolták Rómában. A következő évben Caius Cosconius proconsul oldalán legatusi rangban Hispaniába ment, ahol újabb harácsolásokat követett el.

## A triumvirek oldalán
Kr. e. 59-ben néptribunusként az őt megvásárló Caius Iulius Caesar consul érdekeit szolgálta ki: messzemenően támogatta törvényjavaslatait, sőt bizonyos tervezeteit maga terjesztette elő. Cicero szerint nem válogatott az eszközökben: nem törődött a jóslatokkal, tribunustársai vétóját figyelmen kívül hagyta, katonákat csődített a forumra, ráadásul megfenyegette Caesar kollégáját, Marcus Calpurnius Bibulust. Egyebek mellett ő javasolta azt is, hogy a senatus Gallia Cisalpina és Illyricum helytartóságát jelölje ki Caesar számára tartományul hivatali évének lejárta után. Szintén ő állt elő Lucius Vettiusszal, aki számos befolyásos politikust – köztük Cicerót – vádolt meg azzal, hogy Pompeius életére törnek. Jutalomképpen legatusként Caesarral tarthatott a galliai háborúba, ám nem sokáig maradt itt, hanem visszatért Rómába, és jelöltette magát praetornak, pártfogója távollétében azonban nem választották meg.
Kr. e. 56-ban tanúskodott Cicero két barátja, Milo és Sestius perében. A szónok ez utóbbi eljárás során – Caesar említésének gondos kerülésével – heves dörgedelmet intézett Vatinius ellen (Contra Vatinium), amely beszéde máig fennmaradt. Eközben a konzervatív senatusi tömörülés hiába próbálta megakadályozni Pompeius és Marcus Licinius Crassus consullá megválasztását, amit csak elhalasztani tudtak Kr. e. 55 elejére. Az új consulokat némileg ellensúlyozandó a feddhetetlen erkölcsű és híresen tisztességes Marcus Porcius Catót próbálták praetorrá tenni, ám Crassus és Pompeius jobbnak látta megelőzni Cato megválasztását, ezért durva erőszakkal és bőséges vesztegetésekkel elérték, hogy saját jelöltjük, Vatinius foglalhassa el a hivatalt. (Előzőleg kiharcoltak egy olyan határozatot, miszerint a hivatalt azonnal elfoglalhassák a megválasztott praetorok, mert így nem lehetett az esetleges választási csalások miatt felelősségre vonni őket.)
Csak Kr. e. 54-ben, hivatali éve lejártát követően indult ellene per. Vádlója Caius Licinius Calvus volt, aki – úgy tűnik – korábban már kétszer vádat emelt Vatinius ellen. Ezúttal olyan ékesszóló vádbeszédet tartott, hogy Quintilianus és mások egyaránt a legpozitívabb jelzőkkel illették. Sajátos módon Cicero ezúttal Vatinius mellett foglalt állást, akit, lévén a triumvirek kegyeltje, fel is mentettek. A szónok egyik Publius Cornelius Lentulus Spintherhez írt leveléből kiderül, hogy elvei ellenére, elővigyázatosságból tett így: félt újra megsérteni Caesart, és tartott tőle, hogy ismét Publius Clodius Pulchernek esne áldozatul, aki korábban már száműzette őt. Ezután, úgy tűnik, Cicero és Vatinius viszonya rendeződött, későbbi levélváltásaik szívélyes hangvételűeknek tűnnek.

## Caesar mellett
Vatinius rövidesen csatlakozott Caesarhoz Galliában, ahol Kr. e. 51-ben újra legatusi rangban harcolt. Kr. e. 49-ben a kirobbanó polgárháborúban megmaradt a hadvezér mellett. Kr. e. 48-ban a pharszaloszi csata előtt őt küldték békeajánlattal Pompeius táborába, majd az ütközet előtt Caesar parancsára visszatért az itáliai Brundisiumba, amit diadalmasan megvédett Decimus Laelius flottájának támadásától. Érdemeiért a következő évben consul lehetett a Hellaszban vitézkedő Quintus Fufius Calenus kollégájaként. Kr. e. 46-ban a viszonylag nagy erőkkel rendelkező pompeianus Marcus Octavius ellen vonult Illyricumba, ahol diadalmasan hadakozott: Kr. e. 45-ben a senatus supplicatiót szavazott meg neki. Kr. e. 44-ben, Caesar meggyilkolásakor még a tartományban volt, majd serege átállt a Macedoniát megszerző Marcus Iunius Brutushoz. Cicero és Appianosz szerint Vatinius önként adta át csapatait az összeesküvőknek, de ennek ellentmond, hogy a második triumvirátus megalakulása után nemhogy üldözték volna, de Kr. e. 43. december 31-én még triumphust is tarthatott győzelmeiért. További sorsáról nem maradtak fenn adatok.